# Ponta do Ouro
Ponta do Ouro, zu deutsch Goldene Spitze oder Goldener Hügel, oft auch verkürzt Ponta d'Ouro oder auch nur Ponta, ist ein bekannter Badeort im Süden Mosambiks. Der Badeort liegt etwa 120 Kilometer von der Hauptstadt Maputo und 15 Kilometer zur Grenze zu Südafrika entfernt.  
Die Haupteinnahmequelle des Ortes ist der Tourismus. Vor allem Wochenendurlauber aus Maputo und südafrikanische Besucher kommen in den Badeort. Der bogenförmige Strand, geschützt durch Felsen und Korallenriffe an den Enden, ermöglicht Freizeitaktivitäten wie Surfen, Windsurfen, aber auch Tauchen und Schnorcheln sowie das Beobachten von Tieren wie Delphinen, Nilpferden und Seekühen. Durch den Tourismus haben sich zahlreiche Kleingeschäfte, Banken und vor allem Hotels und Lodges in dem Ort entwickelt. Durch den starken Zustrom an südafrikanischen Urlaubern ist Englisch die weit verbreitete Verkehrssprache und der Rand eine akzeptierte Währung.
Verkehrlich ist der Ort über eine Asphaltstraße (EN200) nach Catembe erschlossen. Aufgrund der sandigen Straßenoberfläche dauerte eine Fahrt nach Maputo früher etwa drei bis vier Stunden, zudem konnten nur Autos mit Allradantrieb diese Strecke befahren. Im Rahmen des Baus der Brücke zwischen Maputo und Catembe wurde die Straße nach Ponta do Ouro asphaltiert, so dass die Fahrzeit sich dadurch halbierte. In Südafrika führt die Fortsetzung der EN200 als R22 weiter, der Grenzübergang befindet sich nördlich von Kwangwanase. Auf südafrikanischer Seite ist die Straße bereits längere Zeit asphaltiert.
Des Weiteren gibt es in Ponta do Ouro einen Flugplatz für Kleinflugzeuge.
Administrativ gehört der Ort zum Verwaltungsposten Zitundo, der wiederum zum Distrikt Matutuíne der Provinz Maputo gehört.